# Michael Hodson
Michael Hodson ist ein US-amerikanischer Jurist und Journalist, der seit 2008 den vielbeachteten Reiseblog GoSeeWrite.com betreibt.

## Leben
Michael Hodson studierte ab 1987 Politikwissenschaft an der University of Texas at Austin und Rechtswissenschaft an der University of Arkansas. Nach verschiedenen Stationen betrieb er von 1999 bis 2008 die auf Prozessrecht spezialisierte Hodson Law Firm. Er gründete die Reiseblogs: GoSeeWrite.com (2008) und Your World No Rules (201). Über 50 Wochen im Jahr ist er auf Reise. Nach dem Online-Magazin Brendan's Adventures gehört sein Blog zu den 100 weltweit wichtigsten Reiseseiten. Außerdem ist er seit 2010 Autor für The Huffington Post. Er hielt u. a. Vorträge bei der ITB Berlin.